# Almog
Almog (hebr.: אלמוג) – kibuc położony w samorządzie regionu Megillot, w Dystrykcie Judei i Samarii, w Izraelu.
Leży w północnej części pustyni Judzkiej, na północny zachód od wybrzeża Morza Martwego. Członek Ruchu Kibuców (Ha-Tenu’a ha-Kibbucit).

## Historia
Kibuc został założony w 1977 jako izraelska baza wojskowa, którą w 1979 przekształcono w kibuc. Osiedlili się tutaj mieszkańcy innych kibuców. Nazwano go na cześć Jehudy Kopolevitza Almoga, jednego z pierwszych żydowskich osadników na tym obszarze.

## Gospodarka
Gospodarka kibucu opiera się na uprawach szklarniowych i turystyce.

## Turystyka
Przy tutejszym hotelu wybudowano centrum sportowo-rekreacyjne z basen i parkiem. Wielką tutejszą atrakcją są repliki sprzętów ze Świątyni Jerozolimskiej.

## Komunikacja
Z kibucu wychodzi lokalna droga, którą jadąc na północ dojeżdża się do skrzyżowania z drogą ekspresową nr 1  (Tel Awiw–Jerozolima–Bet ha-Arawa).